# Pogonatherum
Pogonatherum là một chi thực vật có hoa trong họ Hòa thảo (Poaceae).

## Loài
Chi Pogonatherum gồm các loài:
- Pogonatherum biaristatum S.L.Chen & G.Y.Sheng
- Pogonatherum crinitum (Thunb.) Kunth
- Pogonatherum paniceum (Lam.) Hack.
- Pogonatherum rufobarbatum Griff.